# Présence réelle

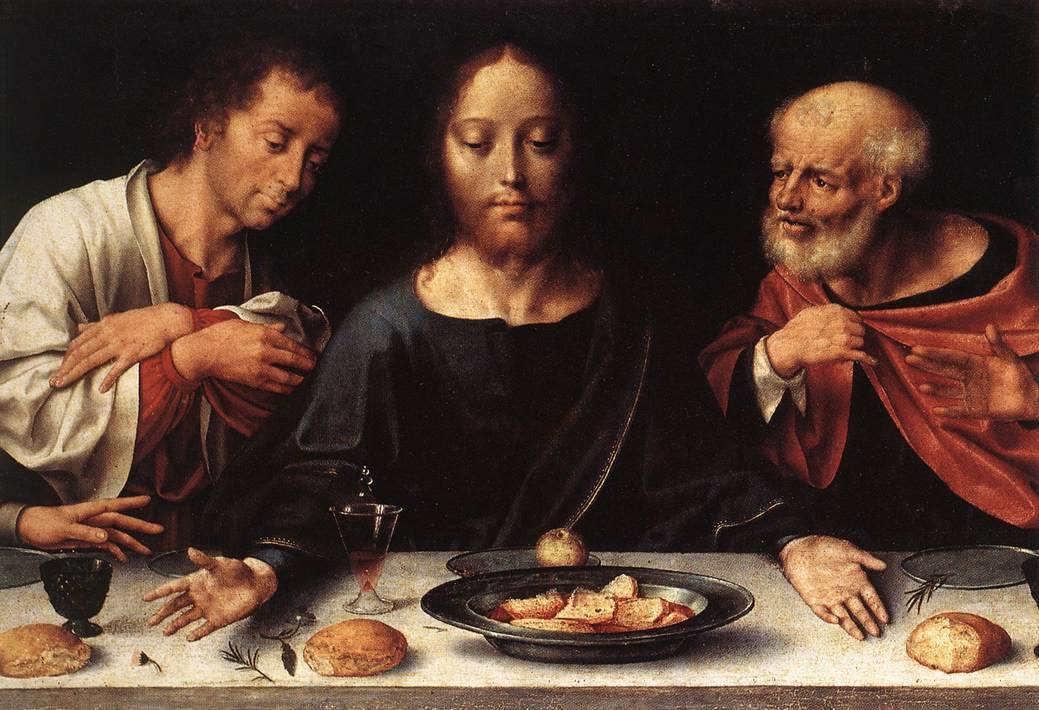
Le Christ instituant l'Eucharistie, par Joos van Cleve.

La présence réelle est une doctrine de la théologie chrétienne selon laquelle Jésus-Christ est charnellement présent dans l'Eucharistie. Elle s'oppose à l'interprétation sacramentaire qui ne voit la présence du Christ que comme un symbole ou une métaphore. Dans le langage courant, cette expression est le plus souvent comprise comme une affirmation de la doctrine catholique selon laquelle le Christ est substantiellement présent sous les apparences du pain et du vin après la consécration des offrandes pendant la messe.
Ce concept est lié à la doctrine catholique de la transsubstantiation, qui est à mettre en rapport avec celle, luthérienne, de la consubstantiation, ou encore celle, calviniste, de la présence spirituelle. Différentes notions entrent en jeu et, depuis le XVIe siècle, ont contribué à creuser un écart entre le catholicisme et le protestantisme mais aussi, au sein de celui-ci, entre les principaux courants de la Réforme.

## Interprétations
Les paroles prononcées par Jésus à propos du pain et du vin lors de l'institution de l’Eucharistie au cours de la Cène sont rapportées dans les Évangiles selon Matthieu (Mt 26 :26-28) et selon Marc (Mc 14 :22-24) : « ceci est m on corps » et « ceci est mon sang ». Elles peuvent être prises au sens littéral ou, au contraire, au sens figuré.
La plupart des Églises chrétiennes partagent la première option et adhèrent donc à la notion de présence réelle, mais ont historiquement divergé quant à la modalité de cette présence, ce qui a donné lieu à de vifs débats théologiques opposant l’Église catholique, l’Église orthodoxe, le luthéranisme, le calvinisme, l’anglicanisme et le méthodisme.
Dans la seconde acception, la doctrine de la présence réelle est rejetée ; tel est le cas, notamment, de la Réforme radicale et du sacramentarisme.

## Histoire du dogme

### Tradition patristique
Dès la fin du premier siècle, la Didachè établit un lien entre l'eucharistie et le passage du prophète Malachie qu'elle traduit : "Qu'en tout lieu et en tout temps, on m'offre un sacrifice pur." (Malachie, 1, 11-14). Cette référence sacrificielle deviendra par la suite un classique chez les auteurs chrétiens des premiers siècles. Par ailleurs, le dogme de la présence réelle fut développé par plusieurs Pères de l’Église, dont Ignace d'Antioche  (au tout début du second siècle) Justin de Naplouse (milieu du deuxièmz siècle) Irénée de Lyon (fin du second siècle), Cyprien de Carthage (milieu du troisième siècle), Jean Chrysostome, Ambroise de Milan (fin du quatrième siècle) et Augustin d'Hippone (à la charnière des quatrième et cinquième siècles). Mais, si les théologiens chrétiens étaient d'accord sur la présence du Christ dans l'eucharistie, il y avait déjà de nombreuses différences de compréhension quant aux modalités de cette présence.

### Réalisme eucharistique
La nature de la présence réelle fait débat au long du Moyen Âge. L'approche « physiciste » considère que le corps du Christ est matériellement présent dans l'Eucharistie, mais d'une manière voilée : telle est au IXe siècle la conception formulée par Paschase Radbert, moine bénédictin et auteur du premier traité de théologie eucharistique, le De corpore et sanguine Domini.
Cette optique, connue sous le nom de « réalisme eucharistique », demeure prédominante dans le christianisme, y compris lorsque Bérenger de Tours, au XIe siècle, voit le pain et le vin consacrés comme de simples « signes ». Cette négation de la présence réelle lui vaut une controverse avec Adelman, Abbon de Fleury et Lanfranc ainsi qu'une condamnation pour hérésie, après quoi, contraint de se rétracter, il déclare que le pain et le vin consacrés sont véritablement le corps et le sang de Jésus-Christ.
Cherchant à définir cette réalité eucharistique, l'Église va employer, pour la première fois de manière officielle au concile de Latran IV (canon 1), le terme de « transsubstantiation » pour décrire la  « conversion » du pain et du vin en laquelle elle croit.

### Thomisme

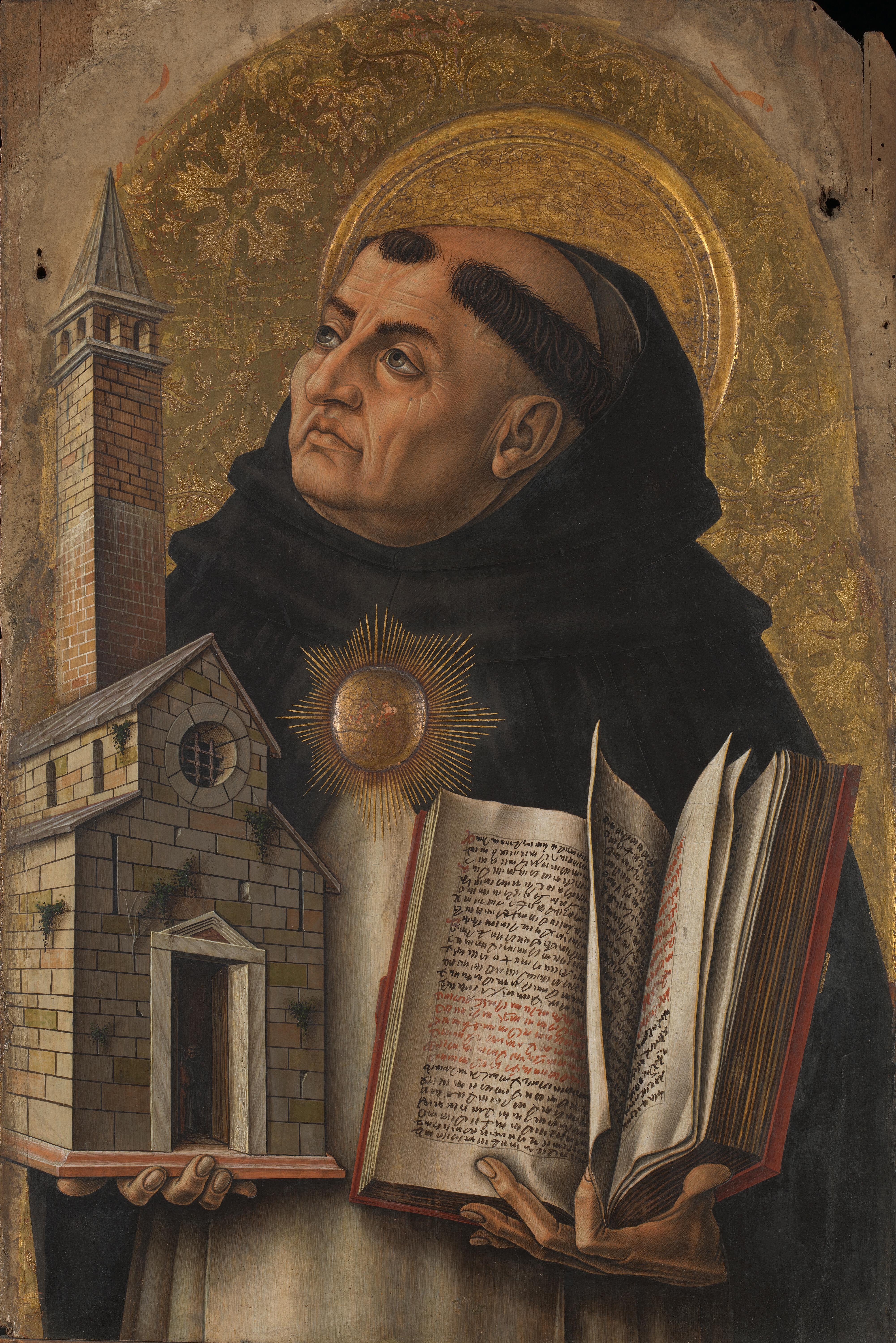
Thomas d'Aquin, par Crivelli.

C'est Thomas d'Aquin qui examine avec le plus de précision la teneur du terme de transsubstantiation. Cette notion, qu'il nomme aussi « conversion substantielle », utilise le concept philosophique de « substance » : la « réalité intelligible d'un être » au sens métaphysique, autrement dit celle qui ne se discerne pas par les sens mais se comprend par l'intelligence.
Quand sont prononcées les paroles du sacrement, ce qui est transformé est la substance du pain et du vin, qui devient la substance du corps et du sang du Christ. Pour Thomas d'Aquin, ce corps et ce sang sont présents dans l'Eucharistie « selon le mode de la substance », c'est-à-dire selon le mode d'être qui « n'est perceptible ni pour le sens, ni pour l'imagination » car « la substance, en tant que telle, n'est pas visible pour l'œil corporel ». Ne sont visibles que l'apparence du pain et du vin qui ont été consacrés, appelés « espèces », du latin species : aspect.

### Redéfinitions
Face à des dérives comme la multiplication des « miracles eucharistiques » au Moyen Âge, la Réforme protestante réagit en s'interrogeant sur la présence réelle, réaffirmée par Luther mais récusée par Zwingli et spiritualisée par Calvin. En réponse, le concile de Trente redéfinit la réalité de la présence du Christ « sous l'apparence de ces réalités sensibles » que sont le pain et le vin consacrés et rappelle officiellement en 1551 la doctrine de la transsubstantiation.

## Enjeux théologiques
À partir du XVIe siècle et jusqu'au XXIe siècle, la présence du Christ dans l'Eucharistie s'envisage de plusieurs manières différentes à l'intérieur du christianisme : celle de l'Église catholique selon les termes du concile de Trente, et celles de la Réforme protestante, elle-même subdivisée entre les disciples de Luther, Zwingli et Calvin. Pour sa part, l'Église orthodoxe a développé une conception analogue à celle du catholicisme.

### Catholicisme

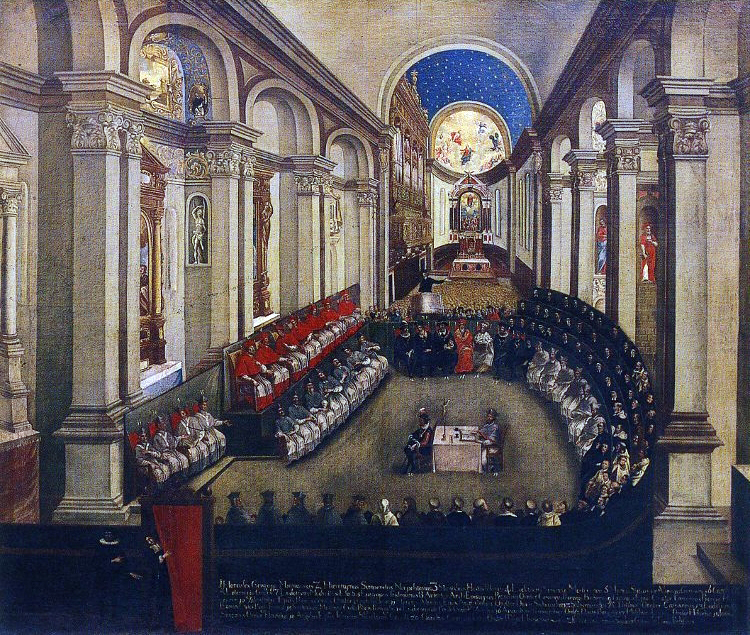
Session du concile de Trente en la basilique Sainte-Marie-Majeure à Rome.

La définition catholique de la présence réelle s'articule autour d'un axe double : la transsubstantiation et le sacrifice.
De par la consécration lors de la messe, la substance du pain se transforme en substance du corps du Christ, et la substance du vin en la substance de son sang. Ce changement est total et définitif. Il porte sur « toute la substance » du pain et du vin selon la formulation du concile de Trente et constitue un mystère de la foi. Ainsi Paul VI souligne-t-il dans l'encyclique Mysterium fidei qu'« il n'est pas permis de traiter du mystère de la transsubstantiation sans allusion à la prodigieuse conversion de toute la substance du pain au corps du Christ et de toute la substance du vin au sang du Seigneur - conversion dont parle le concile de Trente - et d'en rester simplement à ce qu'on nomme transsignification et transfinalisation ». 
Après la consécration, le pain et le vin ne sont plus que des apparences, des « espèces ». L'hostie et le vin sont devenus, substantiellement, le corps et le sang du Christ, dont la mort volontaire sur la croix est alors réitérée par le sacrement de l'Eucharistie.
La présence réelle ne se limite pas au pain et au vin : s'il y a eu consécration, c'est parce que Jésus-Christ s'est sacrifié pour sauver le genre humain. Le Christ est donc présent dans l'âme de celui qui le reçoit et la communion implique la « présence spirituelle » que décrit Yves de Montcheuil : « La présence véritable ne se trouve que là où se trouve un esprit. Toute présence est spirituelle… Si donc la présence eucharistique du Christ devait être comprise comme une relation directe ou indirecte avec un lieu, elle serait inférieure à la présence du Christ dans l'âme qui pense à lui et l'aime. »

### Orthodoxie
Après plusieurs décennies de débats autour de Cyrille Loukaris, l'Église orthodoxe adopte la  définition du concile de Trente lors du concile de Jérusalem (1672), sous l'influence de Dosithée II de Jérusalem.

### Luthéranisme

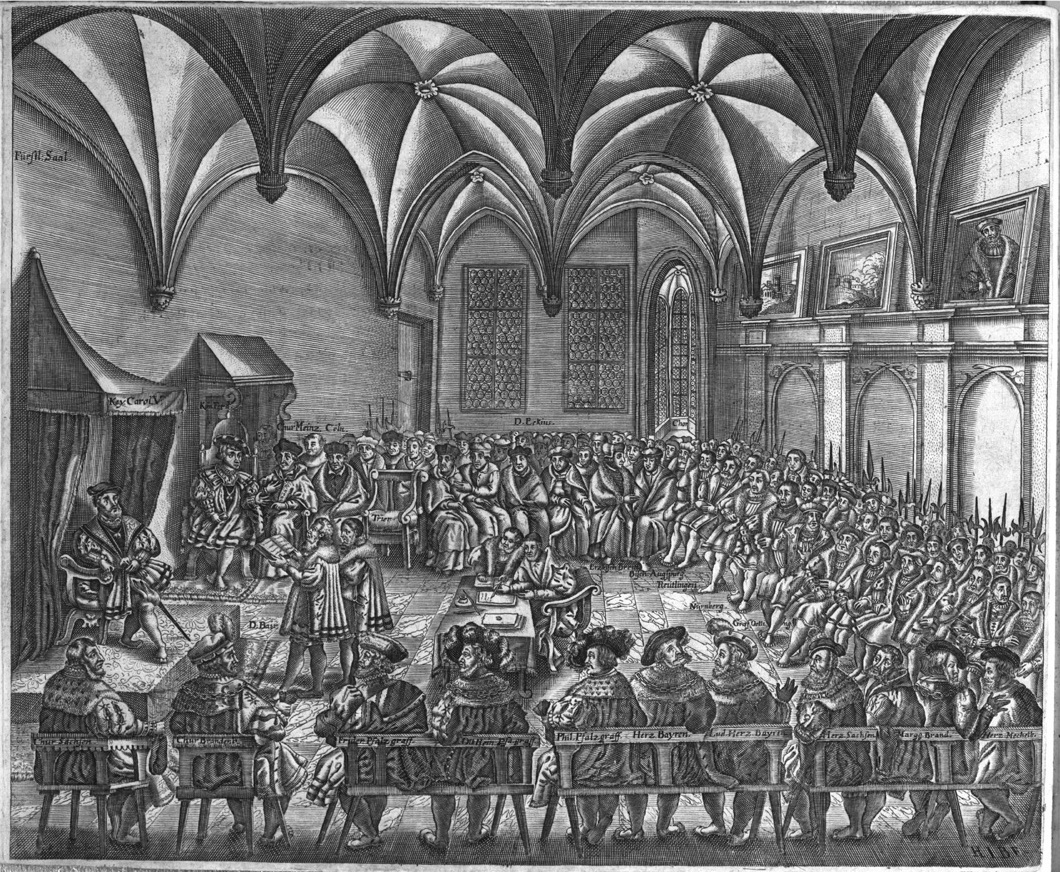
La présentation de la Confession d'Augsbourg à Charles Quint.

Pour le luthéranisme, le pain et le vin consacrés restent substantiellement du pain et du vin mais, en même temps, deviennent substantiellement le corps et le sang du Christ. La présence réelle se manifeste dans ce dédoublement de la substance. On parle alors de consubstantiation, même si Luther n'emploie pas ce mot, ainsi que le rappelle André Gounelle.
D'autre part, le sacrement eucharistique est indissociable de la parole qui l'accompagne, comme au moment de son institution, lorsque a retenti la Parole divine. Sur ce point, la divergence entre la doctrine de Luther et celle du catholicisme peut s'énoncer ainsi : « Tandis que Luther indiquait clairement que les paroles de l'institution, indépendantes du ministre du culte, effectuaient le miracle de la consubstantiation, les prêtres étaient le truchement par lequel se produisait le miracle de la transsubstantiation. »
La transformation n'a pas de conséquences définitives comme dans le catholicisme, de sorte que le pain et le vin redeviennent pain et vin une fois la cérémonie terminée. L'usage catholique de la « réserve eucharistique » est étranger au culte luthérien.
Le luthéranisme s'écarte également du catholicisme sur la question du lien entre la présence réelle et son aspect sacrificiel. Luther et Mélanchthon établissent en effet une distinction entre « le sacrement, œuvre de Dieu offerte à l'être humain, et le sacrifice, œuvre humaine offerte à Dieu », ce qui les amène à relativiser  le caractère sacrificiel de la Cène : si elle représente un sacrifice de louange, de grâces rendues à Dieu, elle n'induit aucune finalité propitiatoire et ne cherche en rien à obtenir la faveur divine.

### Zwinglisme
À la transsubstantiation catholique, à la consubstantation luthérienne, Zwingli oppose une doctrine connue sous le nom de mémorialisme. Tout comme Luther, il rejette l'idée d'un sacrifice inhérent à l'Eucharistie, qui est pour lui une action de grâce, un acte joyeux et reconnaissant où le pain et le vin ne portent pas la présence du Christ. Le sacrifice du Christ a eu lieu une fois pour toutes et l'Eucharistie n'en est que le mémorial.
Toutefois, le pain et le vin signifient cette présence. La parole « ceci est mon corps » est à entendre au sens de « ceci signifie mon corps », tout comme la phrase « je suis la porte » n'est pas à prendre au sens littéral. Zwingli appuie sa démonstration sur divers passages de l'Écriture, en particulier l'Évangile selon Jean (« C’est l’esprit qui vivifie ; la chair ne sert de rien »).
Après l'Ascension, la présence de Jésus sur terre n'est plus physique, visible, mais spirituelle et invisible : son corps a quitté ce monde et n'y reviendra qu'à la fin des temps, et sa présence ne se perçoit, dans l'optique zwinglienne, que dans l'intériorité de la foi.

### Calvinisme

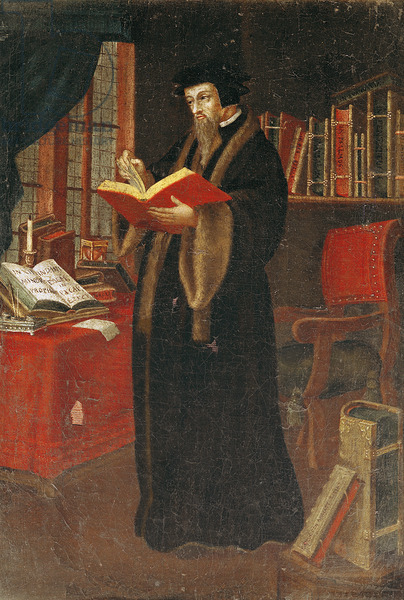
Jean Calvin.

De manière générale, Calvin attribue aux sacrements (baptême et sainte cène) un rôle d'aide pour soutenir les humains dans la foi malgré leur grande faiblesse.
Comme les autres protestants, Calvin ne soutient pas la doctrine de la transsubstantiation, et son affirmation de la transformation "magique" des deux espèces de la communion en véritable chair et en véritable sang du Christ lors de l'Eucharistie. Pourtant il affirme, comme les catholiques et les luthériens, l'union réelle et substantielle du croyant avec le Christ lors de l'Eucharistie et ne souscrit donc pas à la seule interprétation symbolique tel que Zwingli l'exprime. Pour des croyants, une présence spirituelle n'est pas moins réelle qu'une présence matérielle. Calvin affirme donc la présence réelle de Jésus de manière spirituelle dans l'assemblée lors de la cène : "Si le Christ est présent réellement au milieu de nous, par sa vertu divine, il devient véritablement fondement et substance de la sainte Cène. Et c'est là tout ce qui fait la valeur du repas eucharistique. Si l’Église chrétienne a conservé, comme un trésor, au travers des siècles, la Cène du Seigneur, si celle-ci reste, malgré toutes les déformations dont elle a été l'objet, le centre du culte, c'est qu'elle apporte aux croyants une nourriture efficace et qu'elle est pour eux une raison de vie nouvelle."

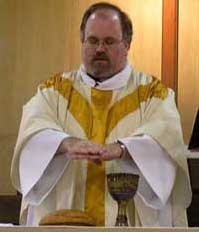
Un pasteur de l’Église méthodiste unie célébrant l'Eucharistie.

### Méthodisme
Les disciples de John Wesley considèrent que le sacrement de l'Eucharistie est un instrument par lequel la présence réelle du Christ est communiquée au croyant, mais ils n'ont pas tenté de définir les détails de la modalité de cette présence, taxée de "saint mystère". Les méthodistes rejettent toutefois sans ambiguïté la doctrine catholique romaine de la transsubstantiation et semblent, dans l'article XVIII" de leurs "Articles of Religion" (sorte de profession de foi méthodiste), se rallier à la thèse calviniste de la présence spirituelle. Rejoignant en cela le consensus oecuménique, l'Église méthodiste unie reconnaît également sans équivoque que l'anamnèse est plus qu'un simple mémorial, mais plutôt une "re-présentation" du Christ Jésus et de son amour.

## Dialogue interconfessionnel
Reprenant notamment les travaux du Groupe des Dombes, la communauté de Taizé a tenté de mettre au point des formulations eucharistiques pouvant convenir à l'ensemble des Églises chrétiennes, parlant d'un « mémorial sacrificiel ». S'agissant de la présence réelle, Frère Max de Taizé tente cette synthèse : "La présence réelle du corps et du sang du Christ ne suppose pas un changement physico-chimique, mais elle est la rencontre concrète avec le personne du Seigneur, Dieu et homme, qui se donne comme une nourriture."